# Научное наследие России
«Научное наследие России» (ЭБ ННР) — российская академическая научная электронная библиотека литературы и музейных экспонатов в Межведомственном суперкомпьютерном центре РАН (МСЦ РАН). На начало 2023 года в библиотеке представлено более 27 тысяч публикаций.

## Описание
Библиотека создавалась учреждениями Российской академии наук по программе Президиума РАН как общедоступная научная библиотека предоставляющая доступ к наиболее значимым трудам российских ученых, внесших наибольший вклад в развитие фундаментальных естественных и гуманитарных наук.
В 2009 году руководство Программой наполнения и поддержки библиотеки осуществлял Межведомственный суперкомпьютерный центр РАН, который вместе с ВЦ РАН и БЕН РАН разработал технологии её наполнения и поддержки. Основными поставщиками информации для загрузки в ЭБ ННР были центральные академические библиотеки (БАН РАН и БЕН РАН с их отделами в институтах и научных центрах РАН), ИНИОН РАН, Архив РАН с его Санкт-Петербургским филиалом, ГГМ и ГИН РАН, Институт русской литературы РАН и другие..
Источниками комплектования являются произведения с окончанием срока действия авторских прав (обычно 70 лет после смерти автора) из библиотечных, архивных, музейных, научных фондов академических организаций, подведомственных Министерству науки и образования РФ, отражающие научное наследие России и достижения российских ученых.
Оператором библиотеки является Межведомственный суперкомпьютерный центр (МСЦ РАН).

### Принцип работы с электронными изданиями
После поиска нужного автора производится выбор публикации, её просмотр осуществляется с использованием оглавления в постраничном виде (оригинальные изображения страниц). При этом, полнотекстовый поиск и возможность копирования текста пока не предусмотрены.

### Виртуальные выставки
На сайте представлены виртуальные выставки по истории науки, которые сопровождаются документами, фотографиями и кинохроникой.

## История
Версии электронной библиотеки «Научное наследие России»:
- 2007 — тестовая версия ЭБ ННР (nasledie.enip.ras.ru).
- 2010 — к 65-летию победы был открыт тематический сайт «Наука в СССР в годы Великой Отечественной войны» (nauka1941-1945.ru).
- 2012 — сканирование и наполнение ЭБ ННР в БЕН РАН[7].
- 2020 — новая версия сайта ЭБ ННР в МСЦ РАН (e-heritage.ru).